# パーマネント・レコード
『パーマネント・レコード』（原題：Permanent Record）は1988年のアメリカ映画。
デビューから間もないキアヌ・リーブスが、仲間の死を乗り越え、曲作りに打ち込む高校生を演じる青春映画。
音楽は、イギリスのパンク・ロックバンド、"ザ・クラッシュ" のボーカリスト、ジョー・ストラマー。

## ストーリー
さえない高校生のクリスは、優等生で親友のデビットと組んでいるバンドだけが生きがいだった。
ところがある日、パーティーに参加したデビットは、海に落ちて死んでしまう。
数日後、クリスのもとに手紙が届く。それはデビットが生前クリスに宛てた遺書だった。
事故死だと思っていたクリスは、デビットの心境に気付けなかった自分を責め続ける。
やがて仲間たちに励まされたクリスは、作りかけのデビットの曲を完成させようと決意する。

## キャスト
クリス
演 - キアヌ・リーブス
デビッド
演 - アラン・ボイス
ローレン
演 - ジェニファー・ルービン
M.G.
演 - ミシェル・メイリンク
ルー・リード
演 - ルー・リード
ジム・シンクレア
演 - バリー・コービン
マーサ・シンクレア
演 - キャシー・ベイカー

## スタッフ
- 監督：マリサ・シルヴァー
- 脚本：ジャーレ・フィーズ、アリス・リドル、ラリー・ケトロン
- 製作：フランク・マンキューソ・ジュニア
- 製作総指揮：マーティ・ホーンシュタイン
- 音楽：ジョー・ストラマー
- 撮影：フレデリック・エルムズ
- プロダクション・デザイン：ミシェル・レベスク
- 美術：スティーヴ・カラザス
- セット：ウッディー・クロッカー
- 衣装：トレイシー・タイナン

## その他
- 日本では劇場未公開で、1989年9月22日パラマウント ホーム エンタテインメント ジャパン（現：パラマウント ジャパン）よりビデオが販売されている。DVDは未発売(2014年12月現在)。